# 考龙奇沙格
考龙奇沙格，是匈牙利诺格拉德州所辖的一个村。总面积21.39平方公里，总人口1198，人口密度56.0人/平方公里（2011年1月1日）。